# Giuseppe Bressani
Giuseppe Bressani (Nimis, 2 ottobre 1952) è un ex calciatore italiano, di ruolo attaccante.

## Carriera
Gioca una stagione in Serie A con la maglia dell'Udinese (1979-1980, 16 presenze e un gol). Si distingue come bomber soprattutto in Serie C.

## Palmarès

### Competizioni nazionali
- Campionato italiano Serie C: 1

Brescia: 1983-1984
- Campionato italiano Serie C2: 1

Carrarese: 1981-1982
- Coppa Italia Serie C: 1

Carrarese: 1982-1983

### Competizioni internazionali
- Coppa Mitropa: 1

Udinese: 1980